# Doliops boteroi
Doliops boteroi es una especie de escarabajo del género Doliops, familia Cerambycidae. Fue descrita científicamente por Barševskis en 2017.
Habita en Filipinas. Los machos y las hembras miden aproximadamente 12,9 mm. El período de vuelo de esta especie ocurre en el mes de junio.